# Gheorghe Brandabura
Gheorghe Brandabura (Fedeleşoiu, 23 de febrer de 1913 - ?) fou un futbolista romanès de les dècades de 1930 i 1940.
Disputà 4 partits amb la selecció de futbol de Romania, amb la qual participà en el Mundial de 1938. Pel que fa a clubs, defensà els colors del Juventus Bucureşti durant la dècada de 1930 i del Venus București durant els 1940s.